# María Antonia de Paz y Figueroa
Chân phước Maria María Antonia de Paz y Figueroa (1730 - 6 tháng 3 năm 1799) là một nữ tu Công giáo Rôma người Argentina sau này đã thành lập các Viện mang tên Các Nữ tu Chúa Cứu Thế. Sau này, bà được gọi là "Mama Antula" và lấy tên của mình là "María Antonia of Saint Joseph" sau khi tổ chức của bà trở thành một hội công giáo tiến hành được công nhận.
María Antonia de Paz y Figueroa với đời sống Cơ-Đốc Nhân và đức hạnh anh hùng - được tuyên bố là đấng đáng kính vào năm 2010. Một phép lạ cần thiết cho việc phong chân của bà đã nhận được sự chấp thuận của Giáo hoàng Phanxicô vào ngày 3 tháng 3 năm 2016; điều này cho phép bà được tôn phong chân phước ở Santiago del Estero vào ngày 27 tháng 8 năm 2016, với buổi lễ do Hồng y Angelo Amato chủ tọa.

## Đời sống
María Antonia de Paz y Figueroa sinh năm 1730 tại Argentina, là hậu duệ của một gia tộc lừng danh và những nhà chinh phục. Thời thơ ấu của bà là khoảng thời gian bà chứng tỏ tính sùng đạo và bà quyết định năm 15 tuổi sẽ hiến mình phụng sự Thiên Chúa. Tuy nhiên, thời điểm này, đời sống tu trì bị cấm đoán, do đó, bà chỉ có thể mặc một chiếc áo choàng màu đen và sống với những người phụ nữ khác trong một cộng đồng nhỏ.
Được hướng dẫn bởi linh mục Dòng Tên Gaspar Juarez, bà dành thời gian của mình để trợ giúp các bậc phụ huynh trong việc giảng dạy con cái và cũng phục vụ cho người bệnh và người nghèo. Bà cũng dành nhiều thời gian cho việc may vá. Năm 1767, Charles III của Tây Ban Nha trục xuất Dòng Tên, thúc đẩy bà khôi phục các bài tập tâm linh của Thánh Ignatiô. Đây là một sáng kiến đã không được đón nhận bởi thực tế là có một môi trường thù địch đối với Dòng Tên, nhưng bà vẫn tiếp tục tiến hành việc phục hồi này. Bà bắt đầu mời mọi người sống ẩn dật từ năm 1768 cho đến năm 1770 và đã thực hiện điều này trên khắp Argentina, đến tận những nơi như Salavina và Atamasqui. Sau sự thành công của cuộc sống ẩn dật, bà đi đến Buenos Aires và đến đó vào tháng 9 năm 1779, nơi bà gặp các quan chức hoàng gia, những người đã từ chối sứ vụ hồi phục của bà.
Năm 1780, các khóa ẩn dật ở Buenos Aires bắt đầu với thành công đáng kinh ngạc và Tổng Giám mục Buenos Aires Sebastián Malvar y Pinto đã ủng hộ bà. Công việc của bà trở nên nổi tiếng không chỉ ở Argentina, mà còn ở Pháp như ở tu viện Saint-Denis ở Paris, nơi mà bà là dì của vua Louis XVI. Những bức thư mà bà viết trong thời gian này được dịch sang các ngôn ngữ như tiếng Anh và tiếng Đức và được gửi đến nhiều quốc gia khác nhau. Bà cũng thành lập Viện Các Nữ tu Chúa Cứu Thế.
Ngày 6 tháng 3 năm 1799, bà qua đời ở tuổi 69 và được chôn cất tại Buenos Aires.